# Together (Beyond EP)
《Together》是香港搖滾樂隊Beyond發行第九张EP，為Beyond二十週年演唱會特別推出，出自黃家駒手筆的《抗戰二十年》顯示他們搖滾樂之風，有三首是重新灌錄，《永遠等待》從藝術搖滾轉變為電氣化潛伏電影氛圍21世紀的新金屬，《昔日舞曲》放下輕盈優雅和鄉村音樂韻味換上有如Massive Attack在Mezzanine時期的闇黑陰濕神遊電子舞曲（Trip-hop)曲式，《灰色軌跡》以Back to Basics的原聲音樂姿態重現。
其中《抗戰二十年》這首歌與《海闊天空》、《光輝歲月》均被視為2014年香港6.22民間全民投票、七一大遊行、學界大罷課與讓愛與和平佔領中環/雨傘革命爭取自由民主的主題歌曲。

## 曲目
1. 抗戰二十年
2. 永遠等待
3. 灰色軌跡
4. 昔日舞曲

## 外部連結
- 抗戰二十年（页面存档备份，存于）
- 永遠等待（页面存档备份，存于）
- 灰色軌跡（页面存档备份，存于）
- 昔日舞曲（页面存档备份，存于）